# 五重键
五重键（英語：Quintuple Bond），是指無機化學中，原子之間有5對價電子組成的共價鍵。

## 簡介

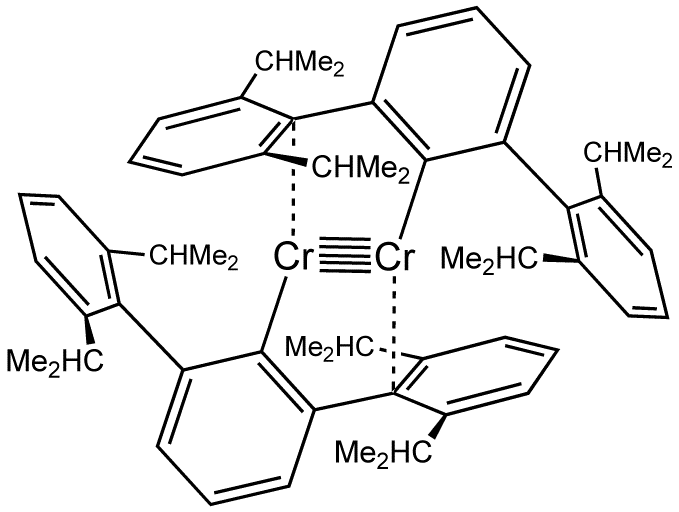
[CrC6H3-2,6-\{C6H3-2,6-(CHMe2)2\}2]2的結構式

五重键很罕见，直到2005年才从一个二铬化合物中发现，仅能在含鉻、鉬、鎢的化合物中发现。例如：{\displaystyle {\ce {[Mo2Cl8]^4-}}}和 {\displaystyle {\ce {[W2Cl8]^2-}}}。
在一个五重键中，两个金属原子间共有10个电子参与了成键，分布为：σ2π4δ4。
在某些化合物中，由于配体的促进作用，连接了两个金属中心并减少了原子间距离。
相反地， {\displaystyle {\ce {[CrC6H3-2,6-\{C6H3-2,6-(CHMe2)2\}2]2}}}「2,6-[(2,6-二異丙基)苯基]苯基」配體，或简单的三联苯配体均可以使一个拥有五重键的铬二聚物稳定，而这些化合物在200℃才会分解。
2005年，根据计算化学，化学家假设出一个存在五重键的双铀化合物{\displaystyle {\ce {U2}}}，尽管双铀化合物很罕见，但确实存在诸如{\displaystyle {\ce {[U2Cl8]^2-}}}的离子。
化学家陆续用多参考从头计算和密度泛函理论分析了铬-铬五重键。
研究阐明了三联苯配体在其中扮演的作用：
侧面的芳基和铬原子的相互作用十分微弱，仅能微量的弱化五重键。
在2007年，发表的一个理论研究确定五重键的RMMR化合物存在两个全局最小能量值：
其中之一是一个trans-弯折构型；而另外一个很令人惊讶，尽管也是trans-弯折构型，但R基团却在一个桥头的位置。
在2007年，在一个含有五重铬-铬键的化合物中发现了有记载以来最短的金属-金属键(1.8028 Å)。

## 拓展連結
- 鉬（{\displaystyle {\ce {Mo}}}）
- 鎢（{\displaystyle {\ce {W}}}）
- 鉻（{\displaystyle {\ce {Cr}}}）
- 鈾（{\displaystyle {\ce {U}}}）